# Vampyr (Computerspiel)
Vampyr ist ein Action-Rollenspiel des französischen Entwicklerstudios Dontnod Entertainment aus dem Jahr 2018. Die Handlung dreht sich um den Arzt Jonathan Reid, der in einen Vampir verwandelt wurde und fortan lernen muss, mit seinem neuen Körper zurechtzukommen. Es erschien über den französischen Publisher Focus Home Interactive für Windows, Xbox One, PlayStation 4 und Switch.

## Handlung
Die Handlung spielt in einem fiktiven London nach dem Ersten Weltkrieg, in dem die Spanische Grippe ausgebrochen ist. Der Arzt Jonathan Reid, der 1918 vom Ersten Weltkrieg nach London zurückkehrt, erwacht in einem Massengrab als Vampir. Überwältigt von Blutdurst verursacht er den Tod seiner Schwester Mary, die in der Nähe nach seiner Leiche suchte.
Reid schützt sich in einem verlassenen Haus vor Vampirjägern und beginnt, die körperlose Stimme seines Schöpfers und Blutsaugers zu hören, ein typisches Merkmal bei den in Vampire verwandelten Opfern. Als er merkt, dass London voller Leichen ist, folgt er einer Blutspur zu einer Bar. Der Barkeeper führt Reid zu William Bishop, einen verdächtigen Gönner. Bishop wird dabei erwischt, wie er sich von einem Mann namens Sean Hampton ernährt und wird später von der Vampirin Lady Ashbury getötet. Doktor Edgar Swansea rettet Hampton und beauftragt Reid, im Pembroke Hospital als Arzt zu arbeiten.
Nachdem der Raum der Patientin Harriet Jones voller Blut gefunden wurde und Hampton verschwindet, spürt Reid ihn auf, um ihn zu befragen. Hampton besteht darauf, dass er Jones nicht ermordet hat, und weist ihn auf eine unterirdische Zuflucht für korrupte Vampire namens Skals hin, in der sich herausstellt, dass Jones ihren Tod vortäuschte.
Später entdeckt Reid auf der Straße eine Leiche mit der Brosche seiner Mutter. Er verfolgt den Täter zum Friedhof in Whitechapel und findet seine Schwester Mary mit ihrer Mutter Emelyne. Dort wird ihm klar, dass Mary in der Nacht, in der er sie vermeintlich getötet hat, in einen Vampir verwandelt wurde. Mary will ihn töten, um sich von seiner Stimme zu befreien, stirbt jedoch bei dem Versuch.
Reid schwört, aufzudecken, was hinter der Skal-Epidemie steckt, die er für die spanische Grippe gehalten hat. Lady Ashbury lädt Reid im Auftrag des Ascalon Clubs, einen Geheimbund hochgeborener Vampire, ins West End ein. Auf Befehl dessen Anführers Lord Redgrave erschließt Reid die Quelle der Skals im Distrikt. Swansea wird später entführt und gibt zu, dass er versucht hat, Jones mit Lady Ashburys Blut zu heilen, wodurch die Skal-Epidemie ausgelöst wurde. Als Ashbury dies herausfindet, flieht sie beschämt.
Es wird außerdem bekannt, dass die Entität Myrddin, die Anspruch auf die Rolle von Jonathans Schöpfer erhebt, ihn dazu brachte, seine Mutter Morrigan, auch als „Rote Königin“ bekannt, zu besiegen, nachdem sie Jones besessen hatte, um London zu verwüsten. Reid besiegt Morrigan im Kampf und beschließt dann, Lady Ashbury zu ihrem Familienschloss zu folgen, wo sie sich mit ihrem Schöpfer William Marshal, dem ersten Earl of Pembroke, versteckt.

## Spielprinzip
Vampyr ist ein Action-Rollenspiel, das aus der Third-Person-Perspektive gespielt wird. Größtenteils spielt der Spieler in einer offenen Spielwelt. Um weiter im Spiel voranzukommen, muss der Spieler Geheimnisse aufdecken und Dialoge mit anderen Charakteren führen und Aufgaben für diese erfüllen. Die Spielentscheidungen entscheiden über das spätere Ende im Spiel und die Beziehungen zu den Charakteren.
Neben Waffen kann der Spieler im Kampf auch seine übernatürlichen Fähigkeiten gegen Gegner wie feindliche Menschen oder andere Vampire einsetzen. Waffen können durch Crafting und Plünderung verbessert und gesammelt werden.
Über einen Erfahrungsbaum können neue Fähigkeiten freigeschaltet werden, die mit Erfahrungspunkten bezahlt werden, welche unter anderem durch Blutsaugen erlangt werden. Die verbesserten Fähigkeiten wirken sich unter anderem auf Taktik, Angriffstärke und -techniken, Sprungweite, Gesundheit, Ausdauer, Blutdruck, Tarnung, Gedankenlesen, Absorption, Bissschaden und Regeneration sowie die Tragfähigkeit der Spielfigur aus.
Einige Kämpfe können vermieden werden und der Spieler ist nicht verpflichtet Unschuldige zu töten. Allerdings kann er durch das Töten Unschuldiger an größere Mengen an Erfahrungspunkte gelangen, ohne die er es gegen die immer stärker werdenden Gegner schwerer hat. Jedes Mal, wenn ein Charakter ausgesaugt wird, hat das große Auswirkungen auf andere Nichtspielercharaktere. Zu viele Tode können einen Stadtteil auch ins Chaos stürzen. Auf der anderen Seite muss der Spieler als Arzt Medizin herstellen und Menschen heilen. Bosskämpfe sind ebenfalls vorhanden.

## Entwicklung und Veröffentlichung
Das Spiel wurde von dem französischen Entwicklerstudio Dontnod Entertainment in der Unreal Engine 4 entwickelt und wird von dem französischen Publisher Focus Home Interactive vermarktet. Die Entwicklung wurde mit 60 Mitarbeitern gestartet und später auf 80 erweitert. Das Studio hatte zuvor bereits Life Is Strange entwickelt. Ursprünglich sollte Vampyr im Amerika der 1950er-Jahre spielen, aber es stellte sich heraus, dass sich das viktorianische London besser für eine Gotik-Atmosphäre eignet. Für die Entwicklungen wurden Recherchen, Dokumentationen, alte Bücher, Karten und Fotos über das viktorianische London gesammelt. Motion Capture wurde verwendet, um die Bewegungen der Charaktere realistischer wirken zu lassen.
Am 5. Juni 2018 wurde das Spiel für Microsoft Windows, PlayStation 4 und Xbox One veröffentlicht. Im September wurde es um die Schwierigkeitsgrade hart und Story-Modus (einfach) erweitert. Im April 2019 kündigte Focus zudem die Veröffentlichung des Spiels für die Nintendo Switch noch im selben Jahr an.

## Rezeption

### Kritiken
Die Testberichte für Vampyr fielen gemischt aus. Auf Metacritic erhielt die PC-Version einen Metascore von 72 % und die PlayStation- und Xbox-Version einen Score von 70 %.
Gelobt werden vor allem die vielen authentischen Charaktere mit eigenen persönlichen Hintergrundgeschichten und Charakterentwicklung, der aufwendig produzierte und stimmungsvolle Soundtrack, die Dialoge mit den Spielverlauf beeinflussenden Entscheidungen, das Kampfsystem und die düstere Atmosphäre der Distrikte im Spiel. Ebenfalls werden der Dualismus der Hauptfigur zwischen Vampir und Arzt und die daraus resultierenden moralischen Fragen gelobt.
Kritisiert werden hingegen lange Ladezeiten, Spielfehler, die fehlende deutsche Synchronisation, schlechte Animationen z. B. bei der Lippensynchronisation, eine unpräzise und wenig abwechslungsreiche Spielmechanik, die Möglichkeit auf nur einen Autosave, was Wechsel im Spielverhalten und der Moral erschwert und eine abgenutzte Geschichte, die wie ein Abklatsch von The Witcher wirke und gegen Ende schwächele.

### Verkaufszahlen
Nach der Veröffentlichung wurde das Spiel zum meistverkauften Computerspiel des Monats in Deutschland, Frankreich und dem Vereinigten Königreich.
Vampyr verkaufte 450.000 Exemplare im ersten Monat nach der Veröffentlichung. Im Oktober erzielte das Spiel einen Umsatz von 44,3 Millionen US-Dollar.
Das Spiel wurde innerhalb von zehn Monaten (April 2019) über eine Million Mal verkauft.

### Nominierungen & Auszeichnungen
Das Spiel wurde u. a. für die folgenden Preise nominiert:
- GamesRadar+: Best of E3 Awards[33]
- GamesBeat: Unreal Underdog Award[34]
- Game Critics Awards: Bestes Rollenspiel[35]
- Ping Awards 2018: Beste Drehbuch und bester Soundtrack[36]

Das Spiel hat u. a. die folgenden Preise gewonnen:
- National Academy of Video Game Trade Reviewers Awards: Original Role Playing Game[37]

## Fernsehserien-Adaption
Im August 2018 wurde bekannt gegeben, dass die Fernsehproduktionsfirma Fox 21 Television Studios Vampyr als Fernsehserie mit Wonderland Sound and Vision und DJ2 Entertainment umsetzen will. Der Gründer von Wonderland Sound and Vision wird Regie führen und zusammen mit Mary Viola, Corey Marsh, Dmitri Johnson und Stephan Bugaj als ausführender Produzent fungieren.